# Turtle Islands
Turtle Islands is een gemeente in de Filipijnse provincie Tawi-Tawi. Bij de laatste census in 2007 had de gemeente ruim 6 duizend inwoners.

## Geografie

### Bestuurlijke indeling
Turtle Islands is onderverdeeld in de volgende 2 barangays:
| - Taganak Poblacion - Likud Bakkao. |

## Demografie
Turtle Islands had bij de census van 2007 een inwoneraantal van 6.194 mensen. Dit zijn 2.594 mensen (72,1%) meer dan bij de vorige census van 2000. De gemiddelde jaarlijkse groei komt daarmee uit op 7,77%, hetgeen hoger is dan het landelijk jaarlijks gemiddelde over deze periode (2,04%). Vergeleken met de census van 1995 is het aantal mensen met 3.835 (162,6%) toegenomen.

De bevolkingsdichtheid van Turtle Islands was ten tijde van de laatste census, met 6.194 inwoners op 62,5 km², 37,7 mensen per km².